# Roy Oliver Disney
Roy Oliver Disney (født 24. juni 1893, død 20. december 1971) var broder og forretningspartner til den amerikanske tegnefilmproducent Walt Disney. Sammen skabte de Walt Disney Productions som tidligt blev ledende inden kommerciel underholdning og som skabte en lang række klassiske animationsfilm for børn og voksne.
Roy var Walts forretningspartner og en vigtig støtteperson for ham. Mens Walt var den visionære, ordnede Roy det økonomiske, og sørgede for finansieringen af projekterne. Efter Walts død lovede Roy at fuldføre broderens planlagte projekter, noget han også gjorde.
Efter Roys død blev selskabet videreført af hans søn Roy E. Disney, der var en af de ledende personer i virksomheden til sin død i 2009.